# Alpha-Beta-Filter
Ein Alpha-Beta-Filter (auch f-g-Filter oder g-h-Filter) ist ein Beobachter zur Schätzung und Glättung von Größen, welcher mit dem Kalman-Filter verwandt ist.
Anwendung findet der Alpha-Beta-Filter zum Beispiel in Radartrackern.

## Formeln

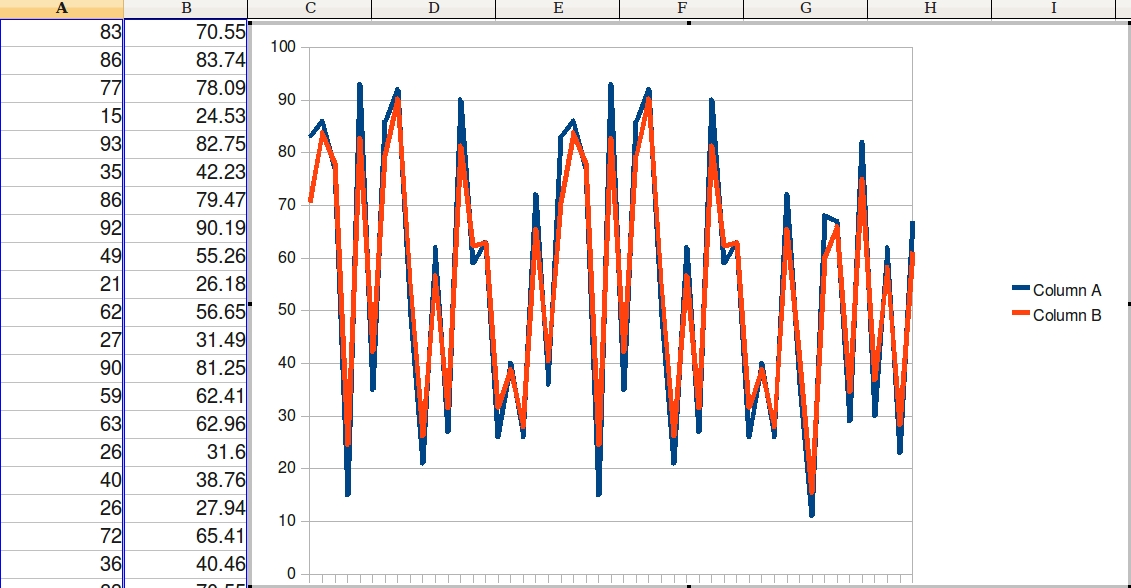
Ergebnis der Glättung eines Signals (blau) mittels Alpha-Beta-Filter (rot) mit alpha = 0,85 und beta = 0,005.

Der Alpha-Beta-Filter kann auf Systeme angewandt werden, bei denen eine Größe {\displaystyle {\textbf {x}}} (zum Beispiel eine Position) aus einer anderen Größe {\displaystyle {\textbf {v}}} (zum Beispiel die Geschwindigkeit) durch Integration hervorgeht.
Ausgehend von der vorherigen (eventuell initialen) Schätzung der Größen {\displaystyle {\hat {\textbf {x}}}_{k-1},{\hat {\textbf {v}}}_{k-1}} zum Zeitpunkt {\displaystyle k-1}, erhält man den prädizierten Wert für die Größe durch die Formel
{\displaystyle {\text{(1)}}\quad {\hat {\textbf {x}}}_{k}\leftarrow {\hat {\textbf {x}}}_{k-1}+\Delta {\textrm {T}}\ {\textbf {}}{\hat {\textbf {v}}}_{k-1}},
wobei {\displaystyle \Delta T} die Zeitdifferenz zwischen den beiden Zeitpunkten ist.
Falls das System nicht getrieben ist, bleibt die Schätzung der Größe {\displaystyle {\textbf {v}}} erhalten:{\displaystyle {\text{(2)}}\quad {\hat {\textbf {v}}}_{k}\leftarrow {\hat {\textbf {v}}}_{k-1}}. Ansonsten sind in dieser Formel Anpassungen möglich.
Das Residuum zwischen dem neuen Messwert und dem vorhergesagten Wert zur Zeit {\displaystyle k} ist
{\displaystyle {\text{(3)}}\quad {\hat {\textbf {r}}}_{k}\leftarrow {\textbf {x}}_{k}-{\hat {\textbf {x}}}_{k}}
Mithilfe der Alpha- und Beta-Werte wird die Schätzung der beiden Größen aktualisiert.
{\displaystyle {\text{(4)}}\quad {\hat {\textbf {x}}}_{k}\leftarrow {\hat {\textbf {x}}}_{k}+(\alpha )\ {\hat {\textbf {r}}}_{k}}
{\displaystyle {\text{(5)}}\quad {\hat {\textbf {v}}}_{k}\leftarrow {\hat {\textbf {v}}}_{k}+(\beta /[\Delta {\textrm {T}}])\ {\hat {\textbf {r}}}_{k}},
hierbei sind {\displaystyle \alpha } und {\displaystyle \beta } zu wählen.
Für die Konvergenz und Stabilität sollten alpha und beta kleine positive Zahlen sein:
{\displaystyle \quad 0<\alpha <1}
{\displaystyle \quad 0<\beta \leq 2}
{\displaystyle \quad 0<4-2\alpha -\beta }